# Вюийери
Вюийери́ (фр. Vuillery) — коммуна во Франции, находится в регионе Пикардия. Департамент коммуны — Эна. Входит в состав кантона Фер-ан-Тарденуа. Округ коммуны — Суасон.
Код INSEE коммуны — 02829.

## Население
Население коммуны на 2010 год составляло 32 человека.
| 1962 | 1968 | 1975 | 1982 | 1990 | 1999 | 2010 |
| ---- | ---- | ---- | ---- | ---- | ---- | ---- |
| 53   | 30   | 26   | 20   | 31   | 24   | 32   |

## Экономика
В 2010 году среди 17 человек трудоспособного возраста (15—64 лет) 15 были экономически активными, 2 — неактивными (показатель активности — 88,2 %, в 1999 году было 69,2 %). Из 15 активных жителей работали 14 человек (8 мужчин и 6 женщин), безработной была 1 женщина. Среди 2 неактивных 1 человек был учеником или студентом, 1 — пенсионером, 0 были неактивными по другим причинам.